# Surface Effect Ship
La Surface Effect Ship (SES), nota anche come nave a effetto superficie, è un mezzo navale che costituisce una evoluzione del concetto di hovercraft (o "veicolo a cuscino d'aria"), con una parete laterale per contenere meglio il cuscino d'aria, mentre a prua e a poppa è presente una gonna flessibile. Le eliche sono presenti a poppa, azionate da motori interni, mentre altri azionano ventole di sollevamento, che diminuiscono il suo pescaggio e quindi anche l'attrito causato dall'acqua, mentre il movimento nell'aria è molto più vantaggioso essendo questa molto meno densa.
Il primo mezzo statunitense di questo tipo era l'XR-1 da 17t. del 1960, con una velocità di 34 nodi. Più grandi erano il SES-100 A e il SES-100B, il primo della Aerojet General, da 110t. e ben 92 nodi. Tra le sperimentazioni a cui questi mezzi erano sottoposti negli anni '70 figurò anche una straordinaria azione di fuoco.

## Il test missilistico
La nave del tipo SES-100B venne sottoposta ad un'azione sperimentale potenzialmente molto interessante. Essa venne dotata di una rampa di lancio verticale per un missile RIM-66B Standard SM-1MR, che venne lanciato con la nave in navigazione a 60 nodi, con una condizione di mare poco mosso. Questo lancio fu quello di maggior velocità a cui un missile di questo tipo sia mai stato lanciato da una nave di superficie. L'arma deviò con una rotta pre-programmata verso il basso, e colpì un bersaglio, che era in tal caso di superficie e non aereo, distante 9,7 km. L'illuminazione radar del bersaglio non era data dalla stessa nave, ma da qualche altra fonte, forse una radiosorgente sul bersaglio stesso.
Una più recente unità SES statunitense è quella denominata SES-200, della Bell Halter (model 739 A), che è derivato dal Model 210 A, allungato e ingrandito per aumentare la quantità di carburante e rinforzato il ponte poppiero, per consentire le operazioni di elicotteri. Avanti vi sono sovrastrutture con 2 ponti, il superiore è la plancia.